# Palicourea skotakii
Palicourea skotakii är en måreväxtart som beskrevs av Charlotte M. Taylor. Palicourea skotakii ingår i släktet Palicourea och familjen måreväxter. Inga underarter finns listade i Catalogue of Life.